# Mazerolles, Charente

Mazerolles este o comună în departamentul Charente, Franța. În 1 ianuarie 2022 avea o populație de 305 de locuitori.